# Volby do Evropského parlamentu v Lotyšsku 2009
Volby do Evropského parlamentu 2009 v Lotyšsku proběhly v sobotu 6. června. Jednalo se o druhé eurovolby v Lotyšsku, první proběhly v roce 2004. Voleb se účastnilo 17 stran, hnutí či koalic.
Na základě výsledků voleb zasedlo v Evropském parlamentu 8 lotyšských europoslanců (o jednoho méně oproti volbám 2004) s mandátem do roku 2014.

## Výsledky voleb
| Strana                                                                             | Frakce v EP | Hlasy   | v %    | Mandáty | +/- |
| ---------------------------------------------------------------------------------- | ----------- | ------- | ------ | ------- | --- |
| Občanská unie, Pilsoniskā savienība                                                |             | 192 537 | 24,32  | 2       | +2  |
| Centrum souladu, Saskaņas Centrs                                                   |             | 154 894 | 19,57  | 2       | +2  |
| Za lidská práva ve sjednoceném Lotyšsku, Par cilvēka tiesībām vienotā Latvijā      | EG-EFA      | 76 436  | 9,66   | 1       | 0   |
| Lotyšská první strana, Latvijas Pirmā Partija Lotyšská cesta, Latvijas ceļš        |             | 59 326  | 7,49   | 1       | 0   |
| Za vlast a svobodu/ Lotyšské hnutí národní nezávislosti, Tēvzemei un Brīvībai/LNNK |             | 58 991  | 7,45   | 1       | -3  |
| Nová éra, Jaunais Laiks                                                            | EPP         | 52 751  | 6,66   | 1       | -1  |
| Svaz rolníků a zelených, Zaļo un Zemnieku Savienība                                | EG-EFA      | 29 463  | 3,72   | 0       | 0   |
| Lidová strana, Tautas Partija                                                      | EPP         | 21 968  | 2,78   | 0       | -1  |
| Celkem                                                                             | –           | 791 597 | 100,00 | 8       | -1  |